# Frespera carinata
Espèce
Synonymes
- Vinnius carinatus Simon, 1902

Frespera carinata est une espèce d'araignées aranéomorphes de la famille des Salticidae.

## Distribution
Cette espèce est endémique du Venezuela.

## Description
Le mâle holotype mesure 7 mm.

## Publication originale
- Simon, 1902 : Description d'arachnides nouveaux de la famille des Salticidae (Attidae) (suite). Annales de la Société Entomologique de Belgique, vol. 46, p. 24-56 & 363-406 (texte intégral).